# 小行星4783
小行星4783（英語：4783 Wasson）是一颗围绕太阳公转的小行星。1983年1月12日，卡罗琳·舒梅克在帕洛马山发现了此天体。
这颗小行星的绝对星等为357.8258489988327等。